# Oon Jin Teik
Oon Jin Teik (27 marzo 1963) è un ex nuotatore singaporiano, che ha partecipato alle Olimpiadi estive di Los Angeles 1984.
È stato ai giochi asiatici, dove ha avuto le massime soddisfazioni, vincendo 1 medaglia di bronzo nell'edizione del 1986, gareggiando nella Staffetta 4x200m sl.
È il fratello del nuotatore olimpico Oon Jin Gee.